# Abbazia di Ochsenhausen
L'abbazia di Ochsenhausen o priorato di Ochsenhausen (Reichskloster o Reichsabtei Ochsenhausen) fu un monastero benedettino con sede a Ochsenhausen nel distretto di Biberach nell'attuale stato del Baden-Württemberg, in Germania.

## Storia

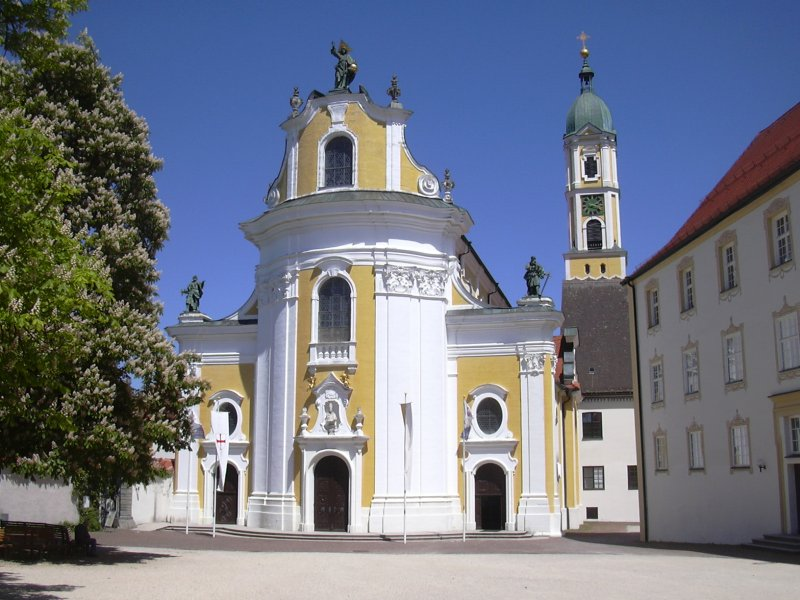
La chiesa abbaziale di San Giorgio, Ochsenhausen

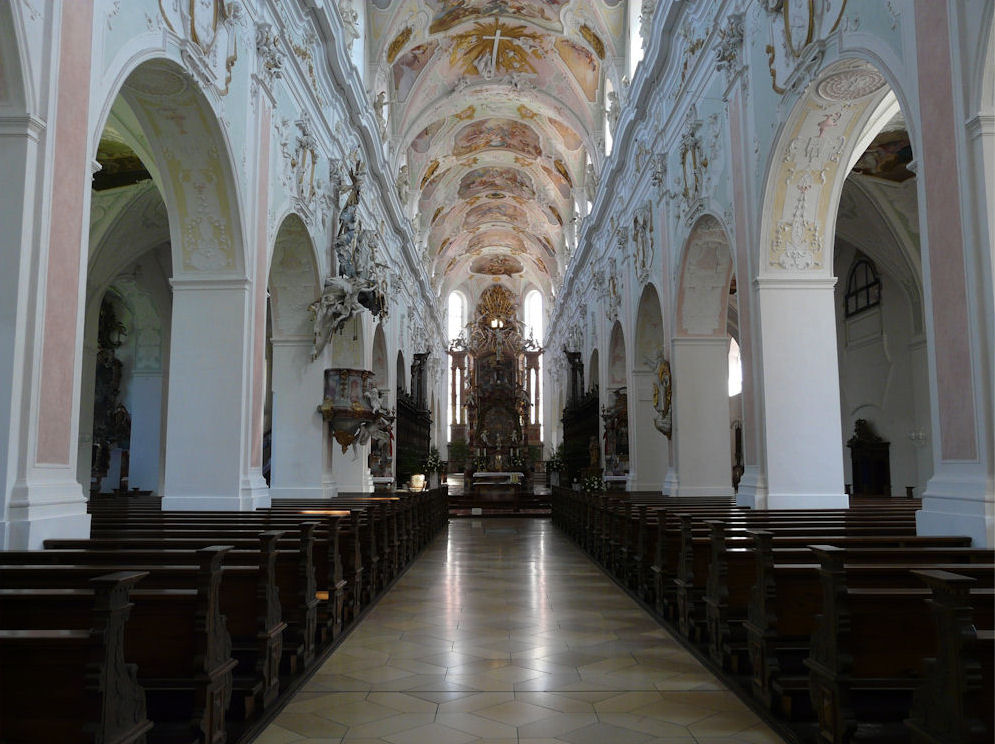
La navata centrale della chiesa abbaziale

La tradizione vuole che la sua fondazione, assieme ad altri elementi archeologici comprovati, che la fondazione di questa struttura risalga al IX secolo come un monastero femminile che prese il nome di Hohenhusen, che venne abbandonato però al tempo delle invasioni degli ungari nel X secolo.
La prima chiesa abbaziale venne costruita nel 1093 ed il complesso prese il nome attuale di Ochsenhausen. Il monastero divenne inizialmente un priorato dell'abbazia di San Biagio alla Foresta Nera, ma nel 1391 divenne un'abbazia indipendente, guadagnandosi solo nel 1495 il titolo di abbazia imperiale concessole dall'imperatore.
L'abbazia venne secolarizzata nell'ambito della mediatizzazione della Germania nel 1803 diventando un principato sovrano della famiglia Metternich finché nel 1806 i suoi territori passarono al Regno di Württemberg.
Molte delle costruzioni originarie continuano ancora oggi a sopravvivere, nella forma giunta a noi dal XVIII secolo quando esse vennero completamente ricostruite in stile barocco molto carico di elementi, a tal punto che l'abbazia venne definita il "paradiso del barocco". Attualmente la chiesa abbaziale funge da parrocchia per la città.

## Galleria d'immagini

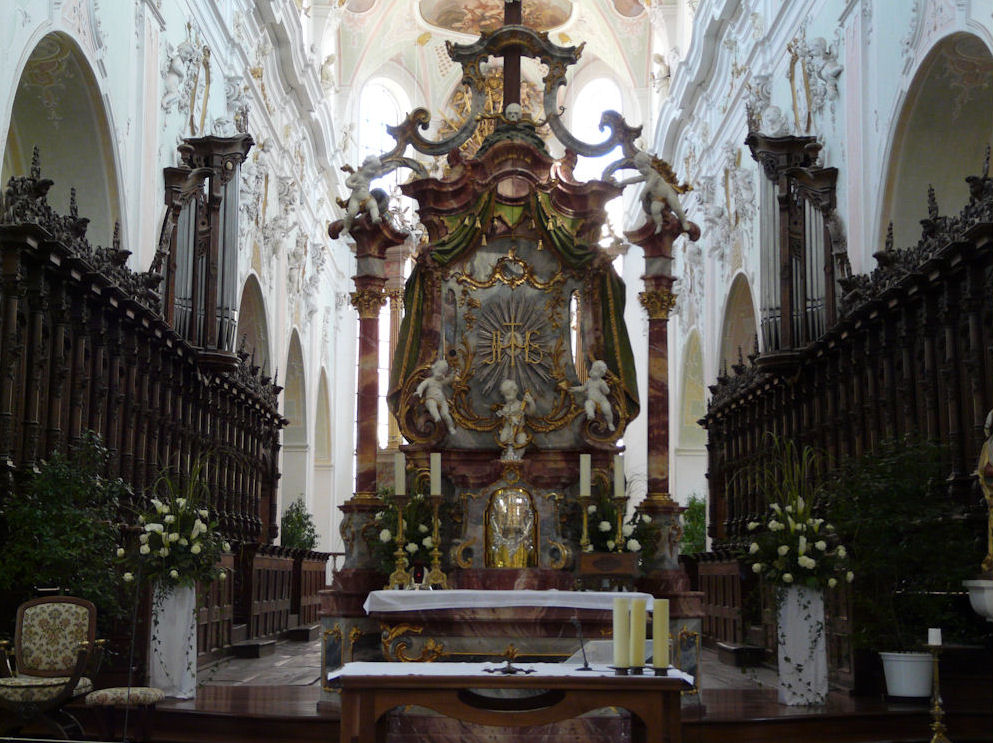
L'altare della croce
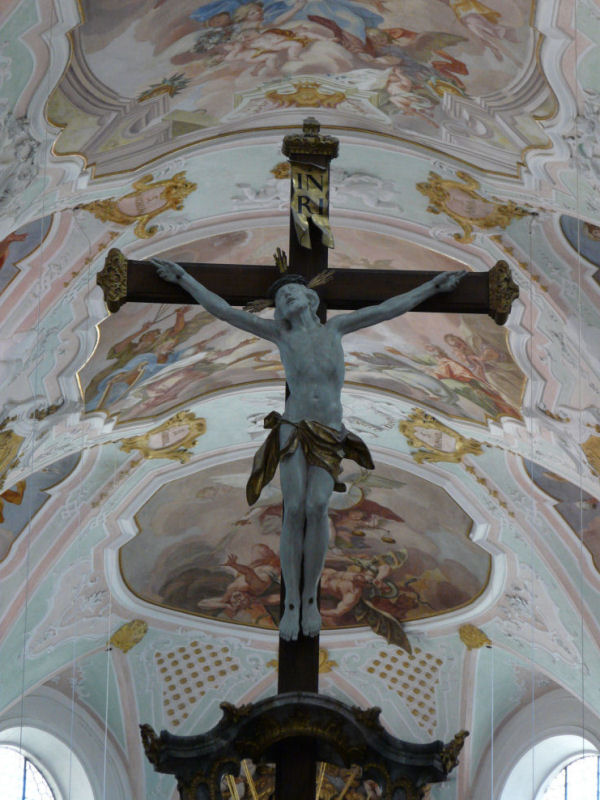
La crocifissione sopra l'altare della croce
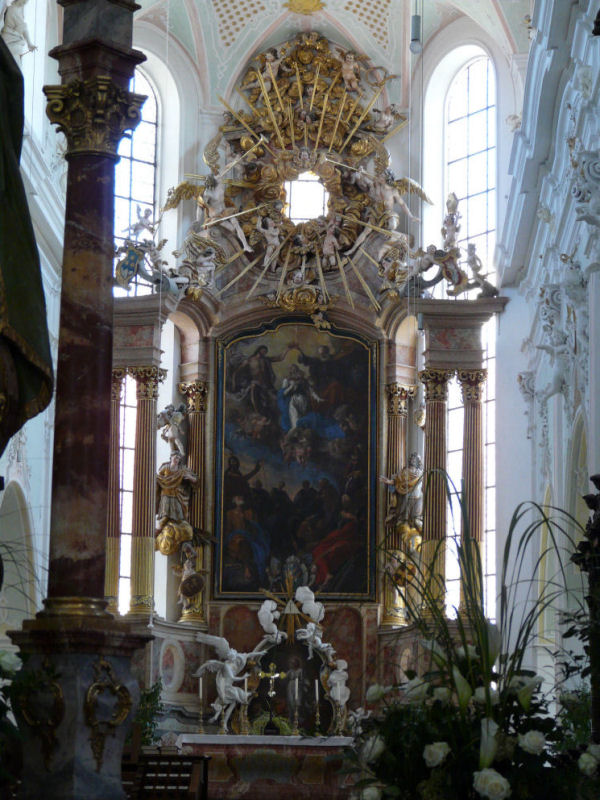
Altare maggiore: incoronazione della Vergine
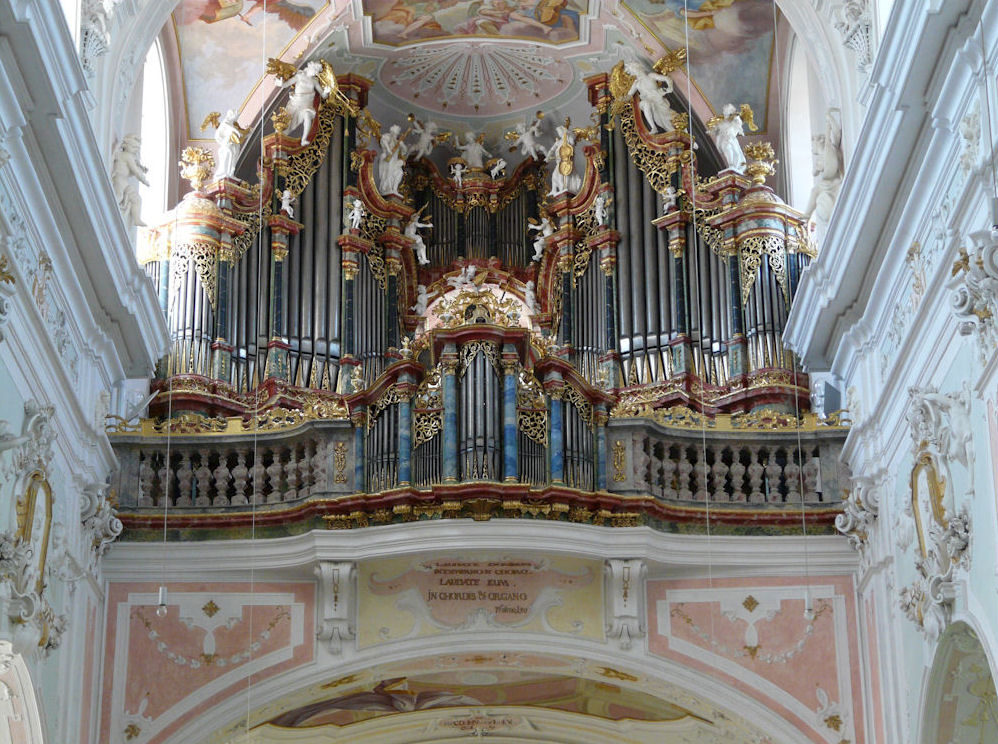
L'organo
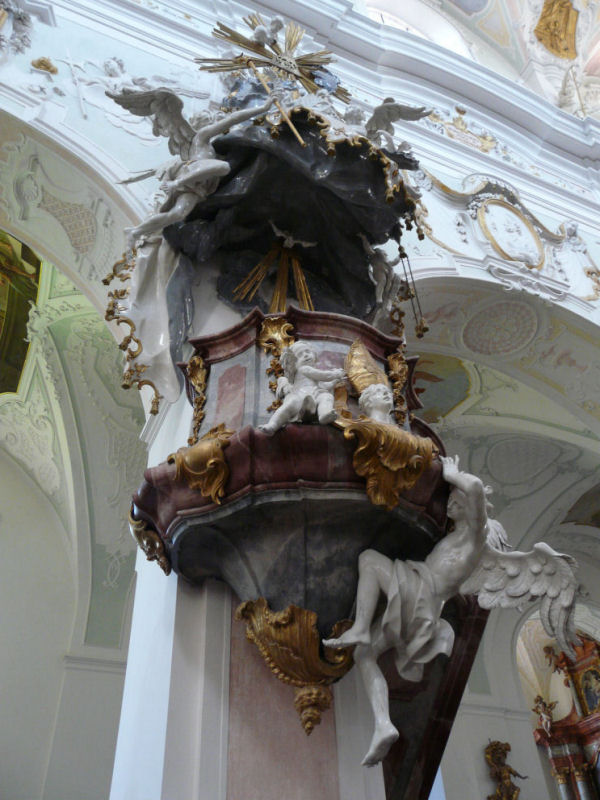
Il pulpito
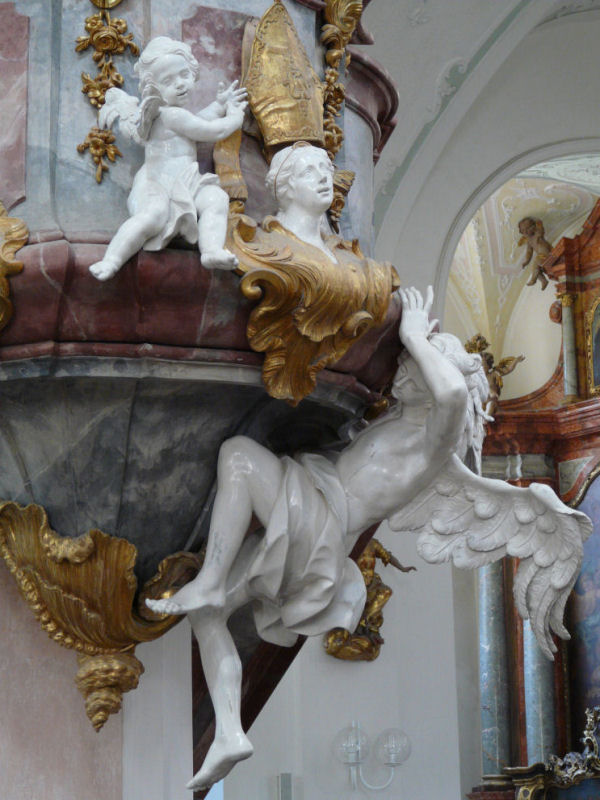
L'angelo che sostiene il pulpito
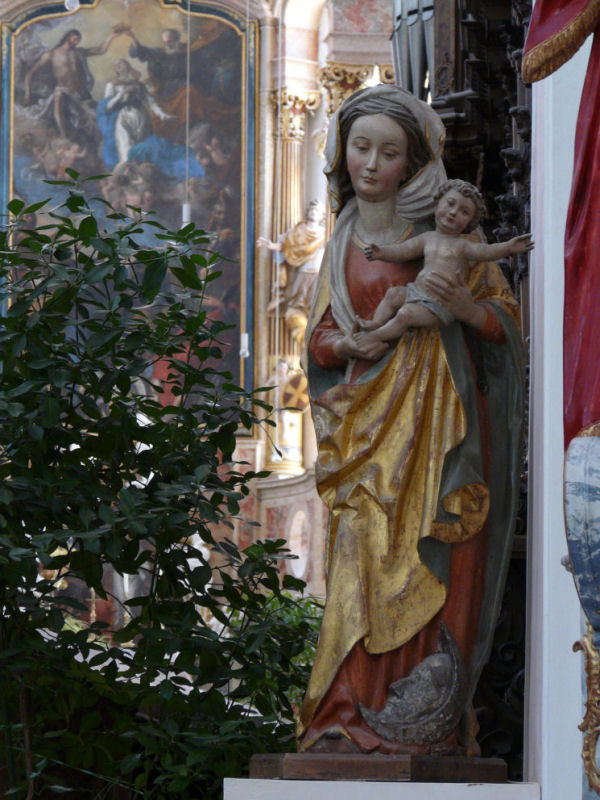
Madonna col Bambino
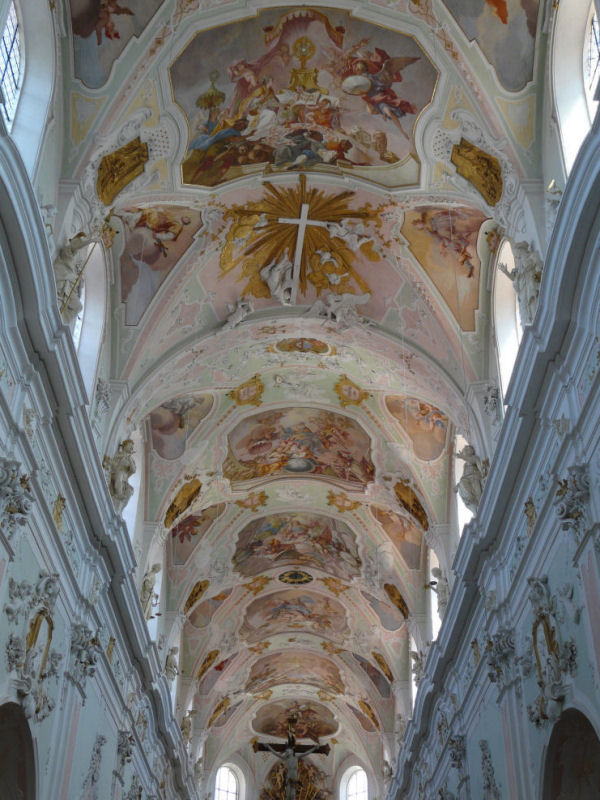
Affreschi barocchi della volta
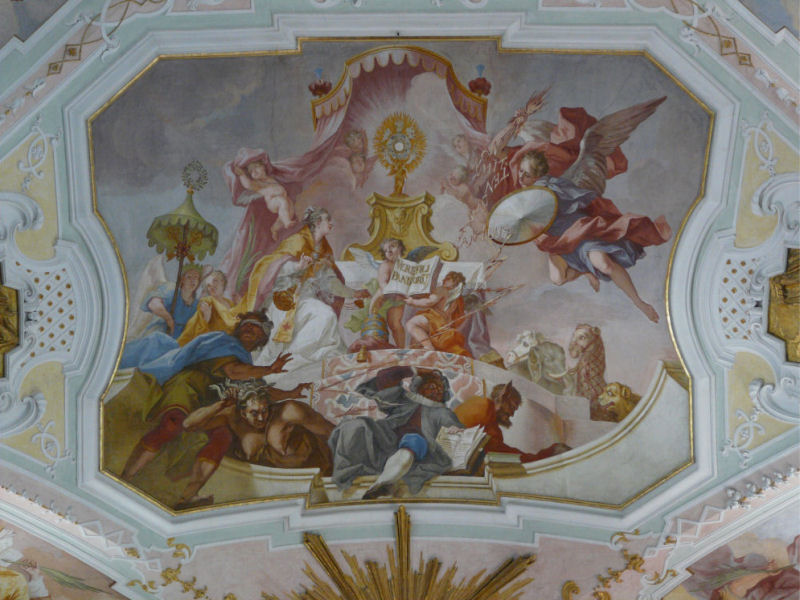
Affresco rappresentante la Venerazione dell'Ostia